# Klara Andersson (racerförare)
Klara Andersson, född 29 februari 2000 från Hörby, är en svensk rallycrossförare som för närvarande tävlar i FIA World Rallycross Championship för CE Dealer Team och är reservförare i Extreme E.
Hon är den första kvinnan någonsin att kliva upp på prispallen i en VM-deltävling.

## Biografi
Som medlem i Sveriges juniorlandslag i motorsport började Andersson sin karriär inom karting innan hon bytte till rallycross 2018 efter ett femårigt uppehåll. Hon gjorde en karriär på den svenska motorsportscenen genom bland annat ett wildcard i säsongsfinalen på RallyX Nordic 2019 och en andraplats i JSM-klassen (Junior) i Svenska Rallycrossmästerskapet 2020 där hon körde en BMW 120. Året därpå tog hon steget upp till seniora SM i 2150-klassen och vann oväntat titeln under sin första säsong i ett fält som bestod av mer än 50 förare.
Efter att ha imponerat i FIA RX2e Championship, där hon uppnådde en bästa placering som fyra på Spa-Francorchamps under två omgångar, och i Extreme E rookie-testet, värvades Andersson av Xite Energy Racing till partnerlagsägaren Oliver Bennett för säsongen 2022 Extreme E. Hon drabbades av covid-19 strax före den inledande omgången i Saudiarabien och ersattes av mästerskapets reservförare Tamara Molinaro. Molinaro behölls så småningom av laget, där Andersson tog plats som reserv. Svenskan skulle göra en efterlängtad Extreme E-debut i september vid säsongens fjärde tävling, Copper X-Prix i Chile, som inhopp för Jutta Kleinschmidt, som skadade sig under träning. Tillsammans med Dakarrally-legenden Nasser Al-Attiyah tog Andersson en tredjeplats och nådde därmed en pallplats vid debuten.
I maj 2022 tillkännagavs att Andersson skulle ansluta sig till Niclas Grönholm på Construction Equipment Dealer Team i RX1e, toppklassen i 2022 FIA World Rallycross Championship, i vad som blev den första jämställda uppställningen för en helsäsong i mästerskapets historia.
Hon skrev historia i omgång 5 av säsongen i Portugal genom att bli den första kvinnan någonsin att kliva upp på en rallycrosspodium.
Hon är yngre syster till tidigare FIA European Rallycross Championship-vinnaren Magda Andersson.